# Estornell bicolor
L'estornell bicolor (Lamprotornis bicolor) és una espècie d'ocell de la família dels estúrnids (Sturnidae). Habita els matollars secs i herbassars de l'Àfrica Austral. També se'l troba en terres llaurables, pastures i jardins rurals. El seu estat de conservació es considera de risc mínim.